# Cèl·lula bipolar

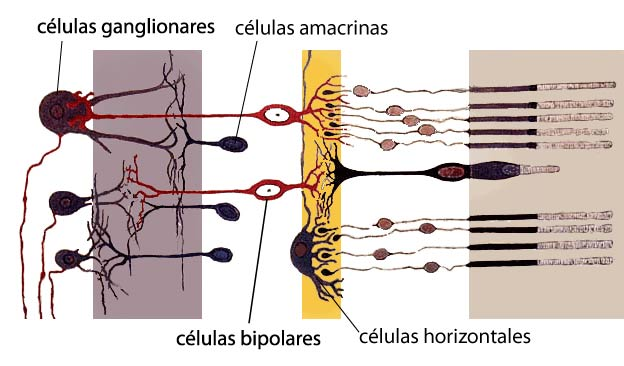
Les cèl·lules bipolars representades en vermell en el centre de l'esquema, connecten els cons o bastons a la dreta amb les cèl·lules ganglionars a l'esquerra

Les  cèl·lules bipolars  són un tipus de cèl·lules situades a la zona intermèdia de la retina.
Es tracta de neurones que disposen de dues terminacions, una dendrita i un axó, la dendrita les connecta amb les cèl·lules fotoreceptores (els cons i els bastons), mentre que l'axó serveix per realitzar la connexió amb la capa cel·lular més externa de la retina, formada per les anomenades cèl·lules ganglionars de les que part el nervi òptic.
Per tant, la llum que arriba a l'ull, incideix en la retina en els cons i els bastons, on es genera un potencial que es transmet a les cèl·lules bipolars i d'aquí a les cèl·lules ganglionars, d'on sorgeix el nervi òptic que trasllada la informació al cervell per al seu processament.